# Słupia (rzeka)
Słupia (kaszb. Słëpiô, niem. Stolpe) – rzeka w środkowej części Pomorza, o długości 159,57 km i powierzchni zlewni 1620 km².

## Przebieg
Rzeka wypływa z torfowisk położonych na wysokości około 200 m n.p.m. koło Sierakowskiej Huty, na Pojezierzu Kaszubskim, w górnym biegu przepływa przez teren moreny czołowej dochodzącej do 200 m n.p.m. (jeziora: Tuchlińskie, Trzebocińskie, Gowidlińskie i Węgorzyno), w środkowym piaszczysto-gliniaste utwory moreny dennej i gliny zwałowe w kompleksie dużych lasów i w dolnym, od Słupska w dolinach wysłanych gliną zwałową i torfami, przed ujściem do morza występują typowe piaski wydmowe.
Uchodzi do Bałtyku w Ustce.
Słupia przepływa przez kilka jezior. Szerokość koryta: od 7 m w górnej części rzeki do 40 przy ujściu, średni przepływ przy ujściu 15,5 m³/s, średni spadek około 1,3‰.
Od północy zlewnia Słupi graniczy ze zlewnią Bałtyku, od zachodu ze zlewnią rzeki Wieprzy, od południa ze zlewnią Brdy, od wschodu ze zlewniami rzek Łeba i Łupawa.
Dopływy: Bytowa (25 km), Kamienica (30,0 km), Graniczna (10,7 km), Skotawa (44,6 km), Kwacza (21,0 km), Kamieniec (9,4 km), Gnilna (12,0 km), Brodek (14,5 km), Glaźna (15,0 km), Krępa, Krzywinka, Przelnica, Strasznica, Stropna, Sucha, Wąsietnica, Żelkowa Woda i Parchowska Struga.
Miasta: Słupsk, Ustka

## Zagospodarowanie

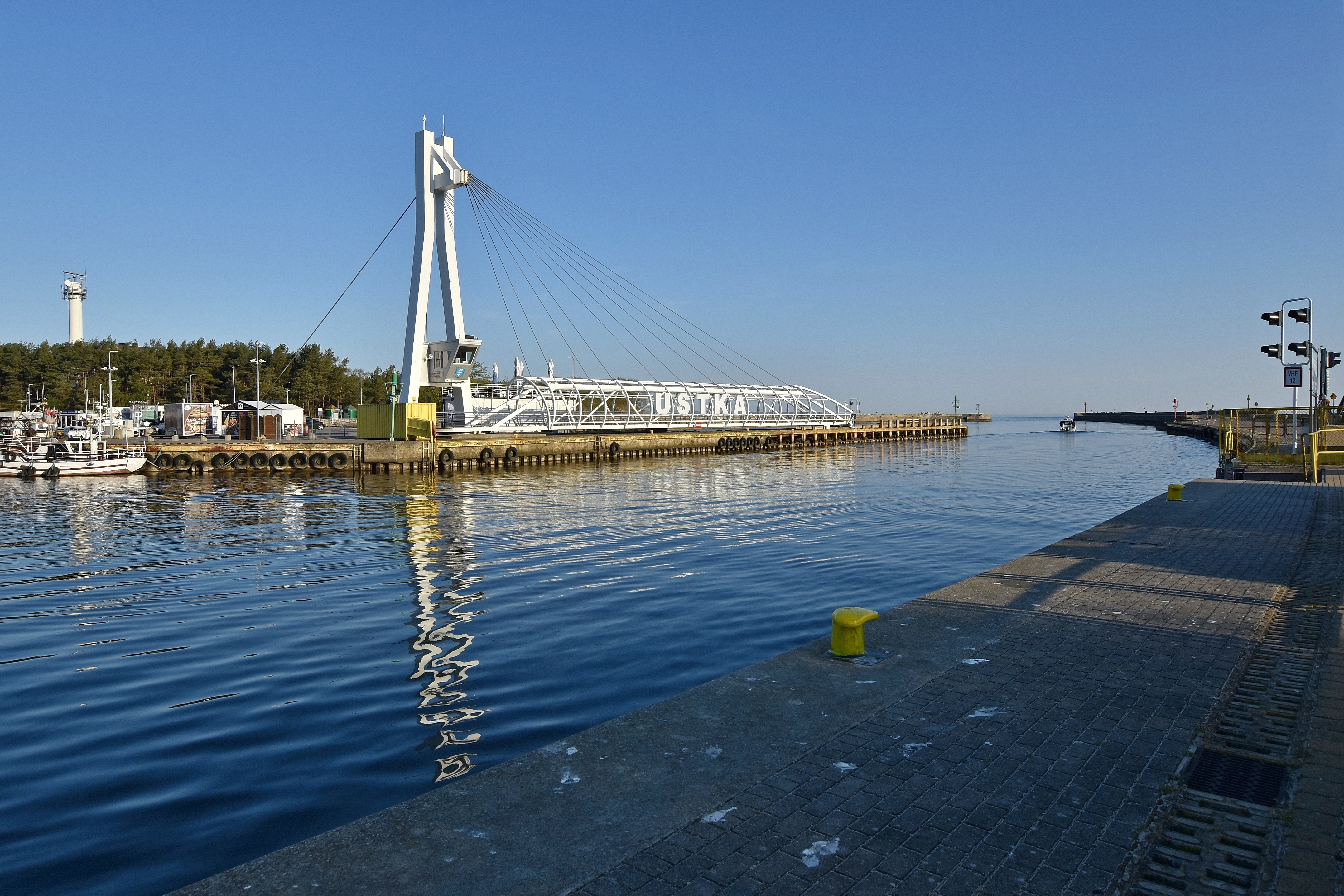
Ujście Słupi do Bałtyku w Ustce

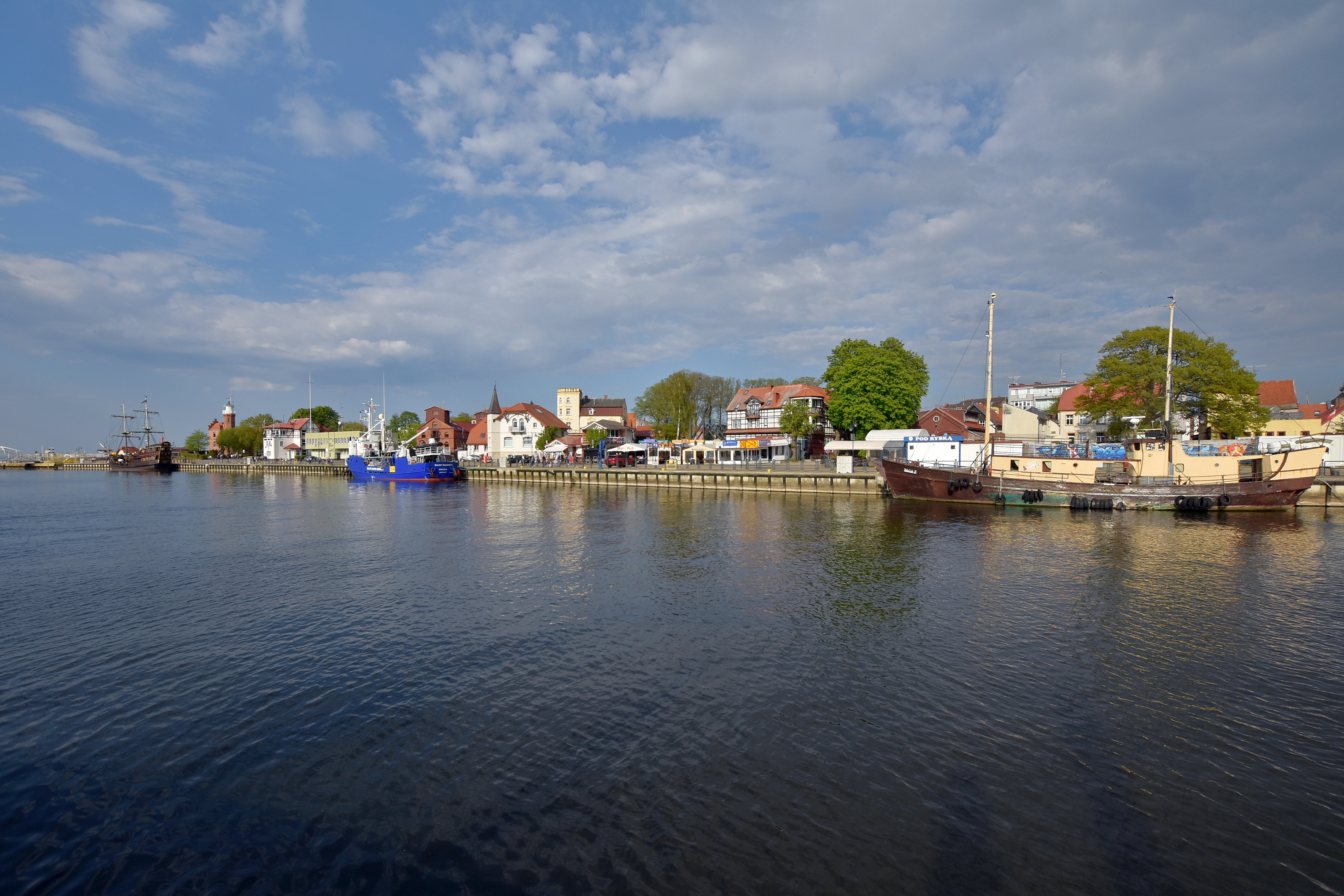
Słupia w porcie Ustka

Ujściowy odcinek rzeki Słupi pełni funkcję akwatorium portu morskiego w Ustce.
Na rzece zbudowano na początku XX wieku 4 elektrownie wodne: Gałąźnia Mała, "Strzegomino" w Strzegominie, Krzynia, Struga. Zabudowa hydrotechniczna, (przede wszystkim budowa elektrowni Gałąźnia Mała) spowodowała skrócenie biegu rzeki. Powstały również dwa jeziora retencyjne Konradowo i Krzynia.
Od Jeziora Gowidlińskiego do ujścia prowadzi 125 km turystyczny szlak kajakowy, 62-kilometrowy odcinek od Sulęczyna do Gałąźni Małej widnieje w wykazie górskich szlaków kajakowych z najsłynniejszym na Pomorzu odcinkiem Rynną Sulęczyńską. Do uprawiania turystyki kajakowej poza głównym szlakiem, można jeszcze spłynąć Bytową, Kamienicą oraz Skotawą. W 2006 roku na całym szlaku zostały postawione pamiątkowe kamienie pamięci papieża Jana Pawła II, który w 1964 roku odbył spływ Słupią.
W systemie administrowania wodami dorzecze Słupi zaliczane jest do obszaru dorzecza Wisły.

## Jakość wód
Według danych Inspekcji Ochrony Środowiska poprzez Słupię do Morza Bałtyckiego następuje odpływ metali ciężkich, w ciągu 2012 roku w ilościach: 3,3 tony cynku, 0,9 tony miedzi, 1,2 tony ołowiu, ok. 100 kg kadmu, 0,5 tony chromu oraz 1,2 tony niklu.

## Ochrona przyrody
Na morskich wodach wewnętrznych rzeki Słupi w granicach portu Ustka został ustanowiony okresowy obwód ochronny dla troci wędrownej i łososia, który obowiązuje od 15 września do 31 grudnia każdego roku. Wprowadzono ograniczenie w sportowym połowie ryb, polegające na zakazie połowu metodą spinningową na wodach portowych.
W ujściu rzeki Słupi w półkolu zakreślonym promieniem długości 500 m w kierunku morza ze wschodniej głowicy wejścia do portu Ustka został ustanowiony stały obwód ochronny, gdzie obowiązuje zakaz połowu organizmów morskich.

## Historia
Do 1945 r. oficjalną nazwą rzeki była niemiecka nazwa Stolpe.
W okresie międzywojennym dolny i środkowy bieg rzeki tj. od jeziora Żukówko posiadał polskie egzonimy Słupa i Słupica. Natomiast na terenie II RP powyżej Żukówka, oprócz głównej nazwy Słupia występowały nazwy odcinkowe Słupica od jeziora Żukówko do jeziora Pręgożyno i nazwa Słupska od jeziora Pręgożyno do źródeł. W 1948 r. ostatecznie ustalono urzędowo polską nazwę Słupia.

## Pokrewne informacje
- Park Krajobrazowy Dolina Słupi
- rezerwat przyrody Buczyna nad Słupią